# Championnat d'Europe de Formule 2 1979
Navigation
1978 1980
Le championnat d'Europe de Formule 2 1979 est la treizième édition du championnat d'Europe de Formule 2. Il a été remporté par le suisse Marc Surer, de l'écurie March.

## Courses de la saison 1979
| no  | Date         | Épreuve                       | Lieu           | Vainqueur     | Voiture    | Équipe              | Résumé |
| --- | ------------ | ----------------------------- | -------------- | ------------- | ---------- | ------------------- | ------ |
| 137 | 25 mars      | BRDC International Trophy     | Silverstone    | Eddie Cheever | Osella-BMW | Osella Corse        | Résumé |
| 138 | 8 avril      | Trophée d'Allemagne           | Hockenheim     | Keke Rosberg  | March-BMW  | Project Four Racing | Résumé |
| 139 | 16 avril     | BARC 200                      | Thruxton       | Rad Dougall   | March-Hart | Toleman             | Résumé |
| 140 | 29 avril     | Grand Prix de l'Eifel         | Nürburg        | Marc Surer    | March-BMW  | BMW Junior Team     | Résumé |
| 141 | 13 mai       | Grand Prix de Rome            | Vallelunga     | Marc Surer    | March-BMW  | BMW Junior Team     | Résumé |
| 142 | 20 mai       | Grand Prix du Mugello         | Mugello        | Brian Henton  | March-Hart | Toleman             | Résumé |
| 143 | 3 juin       | Grand Prix de Pau             | Pau            | Eddie Cheever | Osella-BMW | Osella Corse        | Résumé |
| 144 | 10 juin      | Coupe du Rhin                 | Hockenheim     | Stephen South | March-BMW  | Project Four Racing | Résumé |
| 145 | 15 juillet   | Grand Prix de Zandvoort       | Zandvoort      | Eddie Cheever | Osella-BMW | Osella Corse        | Résumé |
| 146 | 29 juillet   | Grand Prix de la Méditerranée | Enna-Pergusa   | Eje Elgh      | March-BMW  | Team Tiga           | Résumé |
| 147 | 5 août       | Grand Prix de l'Adriatique    | Misano         | Brian Henton  | March-Hart | Toleman             | Résumé |
| 148 | 19 septembre | Donington Park Trophy         | Donington Park | Derek Daly    | March-BMW  | Project Four Racing | Résumé |